# San Patrizio
San Patrizio a Villa Ludovisi ist eine römisch-katholische Pfarr- und Titelkirche. Die Kirche unter dem Patrozinium des Heiligen Patrick, Apostel und Patron von Irland, war bis 2017 neben Sant’Isidoro a Capo le Case eine von zwei irischen Nationalkirchen. Seit Sommer 2017 dient sie der Gemeinde US-amerikanischer Katholiken in Rom als Nationalkirche.

## Geschichte
Ursprünglich war die irische Kirche in Rom San Matteo in Merulana mit einem angeschlossenen Augustinerkloster nahe dem Lateran vertreten. Sie war der Anlaufpunkt für die Iren in Rom und wurde 1810 von den Franzosen abgerissen. 1819 wurde den Iren Santa Maria in Posterula, welche eine verlassene Klosterkirche der Cölestiner war, zugesprochen. Kirche und Kloster waren direkt neben einem Fluss, der regelmäßig für Überschwemmungen sorgte. Der Komplex wurde 1888 abgerissen, und die Mönche mussten sich eine neue Heimstatt suchen. Einige Fresken wurden gerettet und in die aktuelle Kirche übertragen. 1885 wurde die Villa Ludovisi abgerissen und das Grundstück als Bauland verkauft. Die Brüder erwarben ein Eckgrundstück und legten 1888 den Grundstein. Hauptinitiator war Pater Patrick Glynn aus Limerick, und Aristide Leonori war der Architekt dieser Kirche im nordisch-klassischen Stil. Leider reichten die Geldmittel der Gemeinschaft für die große Kirche mit angeschlossenem Kloster nicht aus und sie wurde 1898 aufgegeben.
Kurzzeitig waren englische Benediktinerinnen Eigentümer des unfertigen Klosters und wollten eine eigene Kirche bauen. Zwischen 1901 und 1903 ist das Eigentum unter unbekannten Bedingungen an die Augustiner zurückgegangen. In der englischen Presse wurde dies als ein Skandal beschrieben. Die Brüder bauten die Kirche weiter und verkauften die Kirche der Nonnen (letzte Erwähnung 1903) für den Bau eines Krankenhauses. Die Klosterkirche wurde nach dreiundzwanzigjähriger Bauzeit 1911 fertiggestellt und eröffnet. Sie wurde eine Zentrum für die irischen Auswanderer und Pilger in Rom.
Am 25. Februar 1965 wurde sie von Papst Paul VI. zur Titelkirche erhoben.
2012 gaben die irischen Augustiner-Mönche die Kirche auf. Die von Paulisten betreute amerikanische Gemeinde verlor zur gleichen Zeit ihre langjährige Kirche Santa Susanna und übernahm 2017 St. Patrick.

## Kardinalpriester

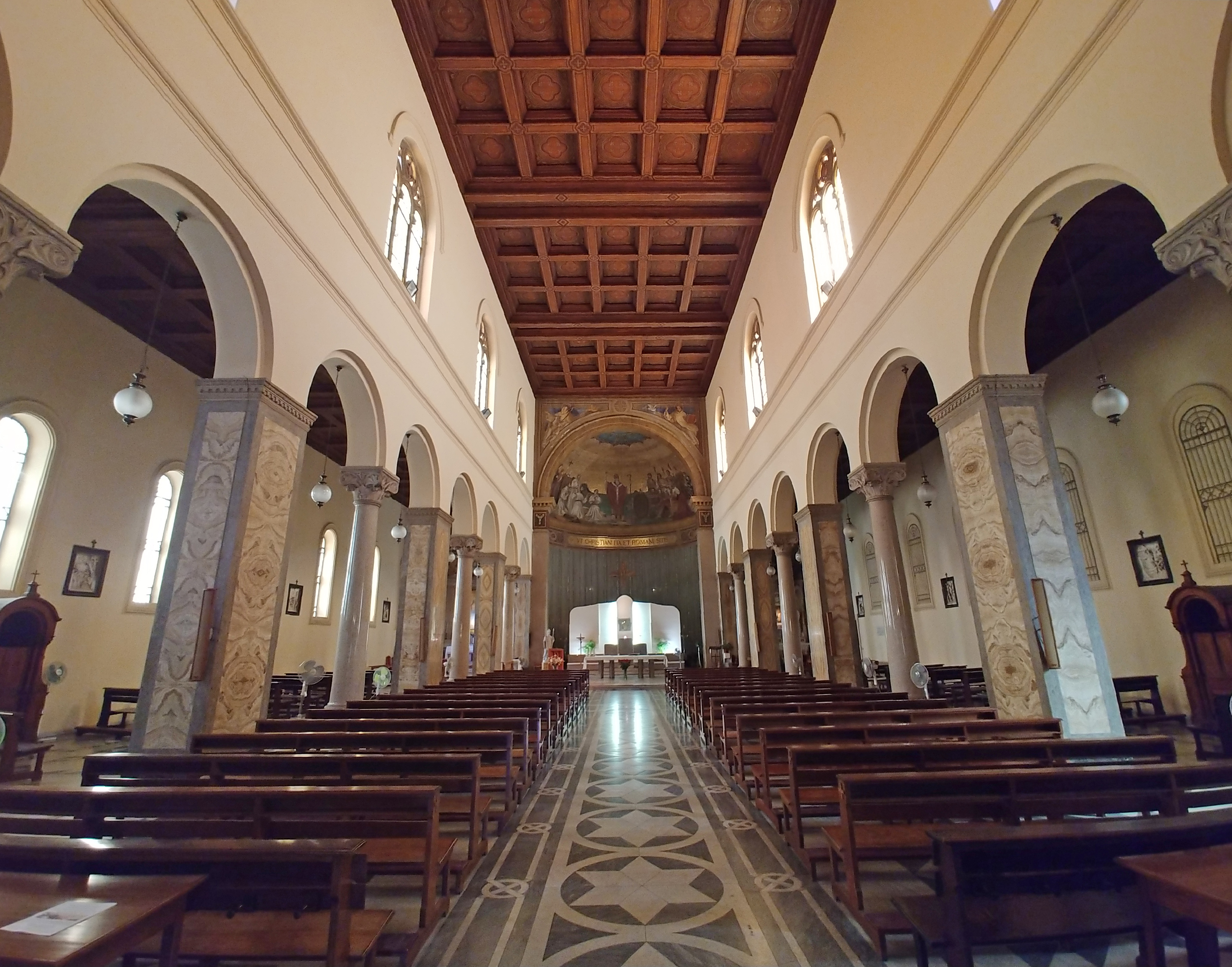
Innenraum

- William Conway, Erzbischof von Armagh, 25. Februar 1965 – 17. April 1977
- Tomás Ó Fiaich, Erzbischof von Armagh, 30. Juni 1979 – 8. Mai 1990
- Cahal Daly, Erzbischof von Armagh, 28. Juni 1991 – 31. Dezember 2009
- Thomas Collins, Erzbischof von Toronto, seit 18. Februar 2012[4]